# Steißhühner
Die Steißhühner (Tinamidae) bilden eine zu den Urkiefervögeln (Palaeognathae) gehörende verbreitete Familie der Vögel, die die einzige der Ordnung Tinamiformes ist. Steißhühner sind verborgen lebende Vögel der Wälder, Savannen und Grasländer Mittel- und Südamerikas. Ihr Verbreitungsgebiet erstreckt sich von Mexiko bis in den Süden Chiles. In ihrem Habitus sowie ihren Körperproportionen erinnern sie an Perlhühner. Trotz ihrer hühnerartigen Gestalt sind ihre nächsten Verwandten nach heutiger Auffassung die Laufvögel.

## Merkmale
Steißhühner sehen altweltlichen Wildhühnern ähnlich, sodass die Spanier sie zunächst perdiz („Rebhuhn“) nannten; erst später wurde aus einer Karibischen Sprache im Englischen der Name tinamou abgeleitet, während im Deutschen der Name „Steißhühner“ üblicher wurde. Die Ähnlichkeiten zu Hühnervögeln dürften in konvergenter Evolution entstanden sein.
Die Größe der Steißhühner schwankt je nach Art zwischen 14 und 49 cm, das Gewicht zwischen 43 g und 1,8 kg. Der Körperbau ist sehr kompakt mit einem schlanken Hals, einem leicht verlängerten Kopf und einem relativ kurzen, abwärts gebogenen Schnabel. Manche Arten haben einen aufrichtbaren Schopf. Der Name „Steißhühner“ rührt von dem abrupten Ende des Körpers, der scheinbar schwanzlos ist.
Das Gefieder ist meistens unauffällig gefärbt. Braune und graue Farbtöne herrschen vor, oft mit unauffälligen Streifen- oder Fleckenzeichnungen. Bei manchen Arten gibt es einen geringfügigen Geschlechtsdimorphismus in der Form, dass die Streifung beim Weibchen etwas deutlicher oder das Gefieder etwas heller ist.
Die Beine sind mittellang und stämmig, mit drei vorwärts und einer rückwärts gerichteten Zehe (sog. Anisodactylie). Mit diesen können sie recht schnell laufen. Fast ihr ganzes Leben verbringen Steißhühner am Boden. Sie können zwar fliegen, machen von ihren Flügeln aber wohl seltener Gebrauch als alle anderen flugfähigen Vögel. Für einen relativ schweren Vogel sind die Flügel erstaunlich kurz. Sie ermöglichen einen schwerfälligen Flug mit schnellen Flügelschlägen. Da der Schwanz extrem kurz ist und somit nicht als Steuer dienen kann, gelingt es Steißhühnern nicht immer, Hindernissen auszuweichen. Nicht selten geschieht es, dass ein Fluchtversuch mit einem Zusammenprall mit dem nächsten Baumstamm endet, was auch zum Tod des Vogels führen kann. Die Flüge führen nur über kurze Distanzen von allerhöchstens 500 m.

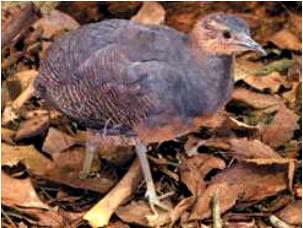
Gelbfußtinamu (Crypturellus noctivagus)

Steißhühner haben eine kräftige Muskulatur, aber ein Herz, das im Verhältnis zur Körpergröße das kleinste aller Vögel ist. Diese physiologischen Eigenheiten sorgen dafür, dass Steißhühner schnell ermüden und keine langen Flüge oder Läufe durchhalten.
Steißhühner gehören zu den wenigen Vogelordnungen, deren Vertreter einen ausstülpbaren Penis (Penis protrudens) besitzen.

## Stimme
Die meisten Steißhühner geben recht eintönige Laute von sich, die dennoch wohlklingend und weittragend sind. Die orgel- und flötenartigen Töne gehören zu den charakteristischen Lauten der Regenwälder Südamerikas. Die Waldbewohner rufen in tieferen Lagen als die Steppenbewohner. Manche Steißhuhn-Arten sind einander im Aussehen so ähnlich, dass die Lautgebungen für diese zum wichtigsten Unterscheidungsmerkmal werden.
Ein aufgeschrecktes Steißhuhn gibt einen schrillen Schrei von sich, der durchdringend ist und weit weniger melodiös klingt.

## Verbreitung
Die Steißhühner kommen in Süd- und Mittelamerika vor. Die meisten Arten bewohnen die tropischen Tiefländer Südamerikas östlich der Anden, nach Süden etwa bis Paraguay. Einige Arten reichen aber bis ins zentrale und südliche Argentinien (Patagonien), nach Chile, sowie nach Norden bis ins zentrale und nordöstliche Mexiko.
Eine Art wurde auf der Osterinsel eingebürgert. Versuche vom Anfang des 20. Jahrhunderts, Steißhühner als Jagdwild in Mitteleuropa und Nordamerika heimisch zu machen, sind gescheitert. Jeweils im ersten Winter kamen alle eingebürgerten Vögel um.

## Lebensraum
Viele Arten leben in dichten tropischen Regenwäldern und deren Sekundärstadien, vom Tiefland bis in die unteren Berglagen. Sie besiedeln insgesamt aber eine große Bandbreite von Lebensräumen, etwa auch Trockenwälder, Savannen und offenes Busch- und Grasland. Das Chilesteißhuhn (Nothoprocta perdicaria) besiedelt auch Getreidefelder, das Punasteißhuhn (Tinamotis pentlandii) in den Anden die Puna oberhalb von 4000 m Seehöhe.

## Lebensweise

### Aktivität

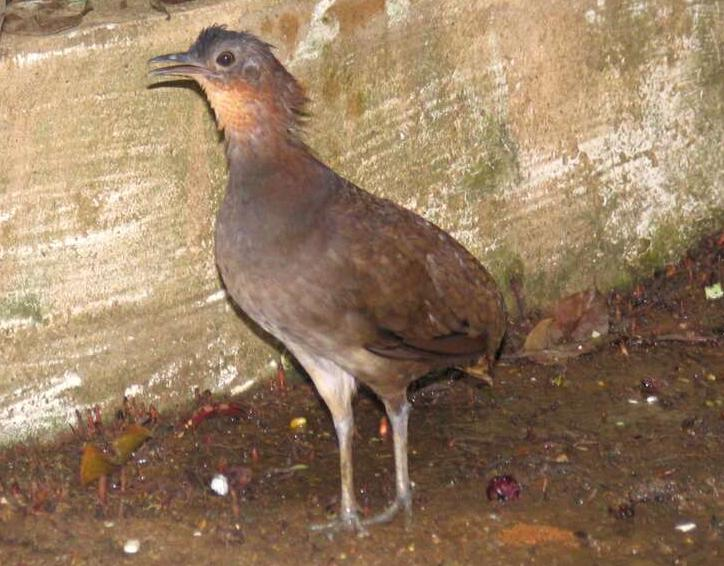
Rotkehltinamu (Crypturellus strigulosus)

Obwohl einige Arten ziemlich häufig sind, sind die Steißhühner nur selten zu sehen. Sie sind scheu und leben meistens im Unterholz verborgen. Beim Nahen eines Menschen oder potenziellen Feindes verharren sie bewegungslos, und nur wenn die Nähe sehr bedrohlich wird, ergreifen die Vögel die Flucht. Diese Flucht erfolgt entweder laufend oder durch plötzliches Auffliegen, wobei die Flügel ein fast explosionsartiges Geräusch von sich geben und der Vogel einen lauten Schrei ausstößt. Dieses laute und unerwartete Auffliegen versetzt einem potenziellen Räuber einen Schrecken, der ihn daran hindert, dem langsamen Vogel sofort nachzusetzen.
Steißhühner leben je nach Art einzelgängerisch oder in Gruppen. In der Regel handelt es sich bei den Einzelgängern um waldbewohnende Arten. Bei den anderen haben die Verbände keine sonderlich entwickelte soziale Organisation, und zwischen den Mitgliedern der Gruppe gibt es kaum Interaktion. Alle Steißhühner sind tagaktiv. Nachts schlafen sie im Schutz von Sträuchern und nur ausnahmsweise auf niedrigen Ästen.

### Ernährung
Steißhühner sind Allesfresser. Sie ernähren sich von Pflanzenmaterialien verschiedener Art (Früchte, Samen, Triebe, Blätter, Knospen, Blüten, Wurzeln, Knollen) sowie von kleinen wirbellosen Tieren (Ameisen, Termiten, Käfer, Heuschrecken, Insektenlarven, Schnecken, Regenwürmer). Die größeren Arten fressen vereinzelt auch kleine Wirbeltiere wie Eidechsen, Frösche und Mäuse. Für alle Steißhühner gilt, dass sie zum überwiegenden Teil Pflanzenfresser sind und tierische Nahrung stets den geringeren Anteil ausmacht.
Während zwar alle Steißhühner Allesfresser sind, hat man doch Unterschiede in der von ihnen bevorzugten Nahrung ausgemacht. So machen Früchte den Großteil der Nahrung der Waldsteißhühner aus. Die Gattungen Nothura, Nothoprocta und Eudromia bevorzugen Samen und unterirdische Pflanzenteile, während die Steißhühner der Gattung Tinamotis zum größten Teil die grünen Teile der Pflanzen fressen.

### Fortpflanzung
Die Arten der Steißhühner, die im tropischen Wald leben, sind bezüglich ihrer Brutzeit weitgehend unabhängig von jahreszeitlichen Einflussfaktoren und kommen in den meisten Monaten des Jahres zur Brut. Steißhühner der Savannen- und Grasländer sind in ihrem Brutbeginn abhängig von der Regenzeit und anderen klimatischen Einflussfaktoren.
In der Fortpflanzung zeigen Steißhühner viele Übereinstimmungen mit den verwandten Nandus. Unter den zahlreichen Arten gibt es im Detail viele abweichende Verhaltensweisen, so dass der im Folgenden beschriebene Ablauf zwar für die meisten, aber nicht in jedem Punkt zwangsläufig für alle Arten gilt.

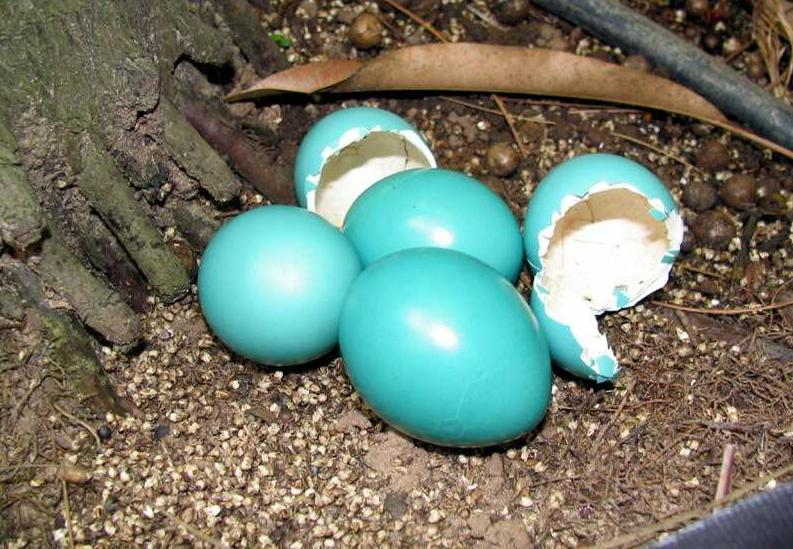
Eier des Weißkehltinamus (Tinamus guttatus)

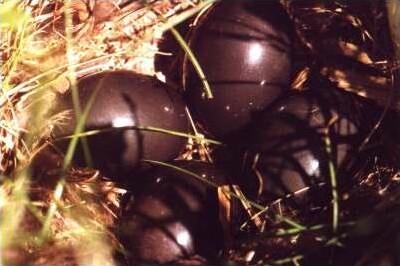
Eier des Fleckensteißhuhns (Nothura maculosa)

Steißhühner sind territorial. Zur Brutzeit errichten die Männchen Reviere, die sie durch lautes Rufen abstecken. Gelangt ein anderes Männchen in das Revier, kommt es zu einem Kampf, bei dem Flügel und Beine eingesetzt werden. Durch die Rufe werden Weibchen in das Revier gelockt. Die Männchen sind polygam und paaren sich mit allen Weibchen, die das Revier finden.
Wenn ein Nest gebaut wird, befindet sich dies stets am Boden. Allerdings bauen nur manche Arten ein richtiges Nest, während die meisten ihre Eier einfach auf dem nicht präparierten Boden ablegen. Nester sind rund und werden aus Gras und Erde angelegt. Die Eier werden stets im Schutz eines Strauchs oder eines Grasbüschels abgelegt, so dass sie vom weiten unsichtbar sind.
Die Eier sind sehr attraktiv gefärbt und haben eine porzellanartig glänzende Schale. Etliche Farben kommen vor: Grün, Blau, Türkis, Purpur, Violett, Grau, Braun und Gelb. Für gewöhnlich sind die Eier einfarbig, nur bei den Dreizehensteißhühnern (Tinamotis) tragen sie kleine Flecken. Der Nutzen dieser leuchtenden Farben ist nicht geklärt; im Gegenteil scheinen so auffällige Eier Räuber eher anzulocken. Während der Brut verschwindet der Glanz allerdings, so dass die Farben vor dem Schlüpfen deutlich matter sind.
Nach dem Ablegen der Eier verlassen die Weibchen das Revier des Männchens. Sie versuchen jetzt, ein weiteres fortpflanzungsreifes Männchen zu finden und sich auch mit diesem zu paaren. Da alle Weibchen in ein Nest legen, können sich letztlich bis zu sechzehn Eier im Nest befinden. Die Brutdauer ist recht kurz, sie liegt zwischen sechzehn und zwanzig Tagen. Das allein brütende Männchen verhält sich in dieser Zeit völlig oder fast völlig lautlos. Wenn es das Gelege verlassen muss, um Nahrung zu suchen, bedeckt es die Eier für diese Zeit mit Blättern. So lange es auf den Eiern sitzt, bleibt das Männchen absolut bewegungslos und rührt sich manchmal selbst dann nicht, wenn es von einem potenziellen Feind berührt wird. In anderen Fällen versucht es, eine Verletzung vorzutäuschen und so einen Feind vom Nest fortzulocken.
Die Jungen haben beim Schlüpfen ein helles Daunenkleid mit dunklen Flecken. Sie sind nach nur wenigen Stunden in der Lage, eigenständig umherzulaufen und zu fressen. Ihre Ernährung besteht in den ersten Lebenswochen zum Großteil aus Insekten. Oft ist der Vater behilflich, indem er die Tiere aufpickt und vor seinen Jungen ablegt. Den zahlreichen Feinden sind Steißhuhnküken fast schutzlos ausgeliefert; zwar verstecken sie sich bei drohender Gefahr unter dem Gefieder des Vaters, aber dennoch ist die Sterblichkeit extrem hoch. Um dieser Gefahr entgegenzuwirken, wachsen Steißhühner enorm schnell – innerhalb von nur zwanzig Tagen erreichen sie die volle Größe. Wachteltinamus (Nothura) sind im Alter von nur 57 Tagen geschlechtsreif; allerdings ist dies eine theoretische Größe, denn in der Praxis erfolgt die erste Paarung fast nie vor Vollendung des ersten Lebensjahres.
Nur zwanzig Tage nach dem Schlüpfen sind die Jungen selbständig genug, um den Vater zu verlassen. Ist die Fortpflanzungszeit noch nicht vorüber, beginnt das Männchen nun erneut mit Rufen, um wiederum Weibchen anzulocken und gegebenenfalls weitere Junge großzuziehen.

### Parasiten
Haroldakis multidentata ist ein nur bei Steißhühnern auftretender Parasit des Dickdarms.

## Menschen und Steißhühner
Versuche, Steißhühner als jagdbares Wild in europäischen und nordamerikanischen Wäldern auszusetzen, sind stets gescheitert, da die Tiere sich nicht an das Klima anpassen konnten. Auch eine Domestikation einer Steißhuhn-Art ist nie erfolgt, obwohl sie leicht in Gefangenschaft zu halten sind.
Manche Arten können Schaden anrichten, da sie in Getreidefelder eindringen und dort fressen. Andererseits fressen dieselben Arten in den Feldern auch Schadinsekten, so dass nicht genau ermittelt werden kann, in welchem Verhältnis Nutzen und Schaden stehen.
Obwohl manche Arten zu den häufigsten Vögeln Südamerikas gehören, lebt ein Großteil scheu und verborgen im amazonischen Regenwald. Durch die Abholzung der südamerikanischen Wälder sind natürlich auch diese Arten zunehmend gefährdet. Zudem werden sie wegen ihres Fleisches gejagt. Dies hat vor allem bei vielen Indianervölkern Tradition, deren Jäger die Rufe der Steißhühner nachahmen können, um die Vögel anzulocken. Aber auch auf städtischen Märkten werden geschossene Steißhühner oft in großer Zahl verkauft.

## Fossilgeschichte
Die Verwandtschaft der Steißhühner zu den Laufvögeln wird allein aus morphologischen Merkmalen und molekulargenetischen Analysen geschlossen. Fossilfunde, die einen Aufschluss über gemeinsame Vorfahren liefern könnten, sind nicht bekannt. Die ältesten Fossilien, die zweifelsfrei den Steißhühnern zugeschrieben werden können, stammen aus dem Miozän und lassen sich der heute noch existierenden Gattung Eudromia zuordnen. Aus der darauffolgenden Epoche, dem Pliozän, sind Eudromia, Nothura und die heute ausgestorbene Gattung Querandiornis belegt.

## Systematik

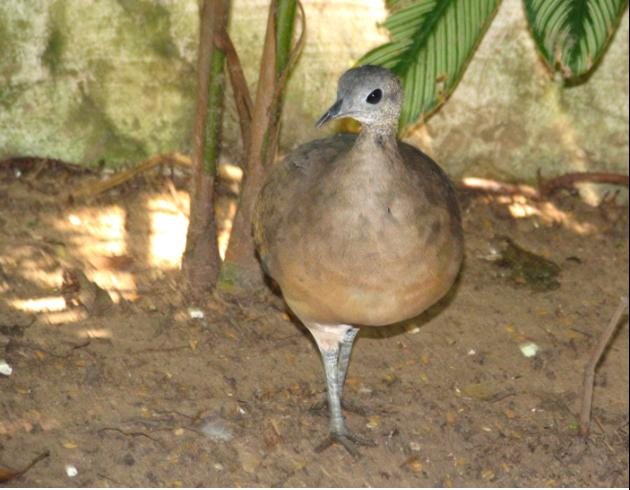
Weißkehltinamu (Tinamus guttatus)

Durch morphologische und molekulargenetische Analysen besteht heute kein Zweifel mehr daran, dass Steißhühner tatsächlich in die nächste Verwandtschaft der Laufvögel zu rechnen sind. Hinweise für die Verwandtschaft findet man sowohl in der Struktur der DNA und der Eiweißproteine als auch im Aufbau ihrer Zunge. Früher rechnete man sie wegen ihrer äußerlichen Ähnlichkeit mit Perlhühnern zu den Hühnervögeln. Heute ist es gängig, die Steißhühner als eine Ordnung Tinamiformes mit einer einzigen Familie Tinamidae anzusehen.
Es gibt jedoch auch Tendenzen, die Steißhühner ganz bei den Laufvögeln einzuordnen.
Manche Fachleute wollen in ihnen die Schwestergruppe der Nandus ausgemacht haben, andere kamen beim DNA-Vergleich zum Ergebnis, dass sie die Schwestergruppe der ausgestorbenen neuseeländischen Moas (Dinornithiformes) sind.
Üblich ist eine Unterteilung der Steißhühner in die zwei Unterfamilien der Waldsteißhühner (Tinaminae) und Steppensteißhühner (Tinamotidinae, manchmal auch Nothurinae o. Rhynchotinae). Hauptsächlich leben die Waldsteißhühner am Boden tropischer Regenwälder, die Steppensteißhühner hingegen in offeneren Habitaten. Wichtigstes Unterscheidungsmerkmal ist aber die Position der Nasenlöcher, die bei den Tinamotidinae an der Schnabelbasis liegen, bei den Tinaminae sich aber etwa in der Schnabelmitte befinden. Die Unterteilung ist schon sehr alt, wurde aber wiederholt bestätigt. Dagegen stehen die Begriffe Tinamus und Taos nicht für systematische Gruppen; „Tinamus“ wird meistens synonym für Steißhühner verwendet, als „Taos“ werden vorwiegend große Arten bezeichnet.
Gegenwärtig werden 48 Arten in 9 Gattungen zu den Steißhühnern gerechnet. Vor allem die Gattung Crypturellus mit ihren 23 beschriebenen Arten bereitet hier Probleme. Viele der Arten sind voneinander kaum zu unterscheiden, während andere sehr variantenreich vorkommen. Eine noch ausstehende genaue Untersuchung der Arten könnte dazu führen, dass die Artenzahl noch nach unten oder auch nach oben korrigiert werden muss.
- Waldsteißhühner (Tinaminae)
  - Rautaos (Tinamus) – 5 Arten:
    - Taotinamu (T. tao)
    - Zimttinamu (T. solitarius)
    - Schwarztinamu (T. osgoodi)
    - Großtao (auch Großtinamu) (T. major)
    - Weißkehltinamu (T. guttatus)

  - Schuppentaos (Nothocercus) – 3 Arten
    - Bergtinamu (N. bonapartei)
    - Gelbbrusttinamu (N. julius)
    - Kapuzentinamu (N. nigrocapillus)

  - Glatt-Taos (Crypturellus) – 23 Arten:
    - Berlepschtinamu (C. berlepschi)
    - Grautinamu (C. cinereus)
    - Brauntinamu (C. soui)
    - Tepuitinamu (C. ptaritepui)
    - Kastanientinamu (C. obsoletus)
    - Buschtinamu (C. cinnamomeus)
    - Wellentinamu (C. undulatus)
    - Brauentinamu (C. transfasciatus)
    - Rotkehltinamu (C. strigulosus)
    - Graukehltinamu (C. boucardi)
    - Kerrtinamu (C. kerriae)
    - Rotfußtinamu (C. erythropus)
      - Waldtinamu (C. erythropus saltuarius)
      - Kolumbianischer Tinamu (C. erythropus columbianus)

    - Graufußtinamu (C. duidae)
    - Gelbfußtinamu (C. noctivagus)
    - Schwarzkappentinamu (C. atrocapillus)
    - Rotbrusttinamu (C. variegatus)
    - Rosttinamu (C. brevirostris)
    - Bartlett-Tinamu (C. bartletti)
    - Kleinschnabeltinamu (C. parvirostris)
    - Bindentinamu (C. casiquiare)
    - Tataupatinamu (C. tataupa)
- Steppensteißhühner (Tinamotidinae)
  - Rhynchotus
    - Streifenhalstinamu (R. maculicollis)
    - Rotflügeltinamu (R. rufescens)

  - Rebhuhntinamus (Nothoprocta) – 6 Arten:
    - Taczanowskitinamu (N. taczanowskii), auch Taczanowskisteißhuhn
    - Pisaccatinamu (N. ornata), auch Pisaccasteißhuhn
    - Andentinamu (N. pentlandii), auch Andensteißhuhn
    - Cordobatinamu (N. cinerascens), auch Cordobasteißhuhn
    - Chiletinamu (N. perdicaria), auch Chilesteißhuhn
    - Krummschnabeltinamu (N. curvirostris), auch Krummschnabelsteißhuhn

  - Wachteltinamus (Nothura) – 5 Arten:
    - Darwinsteißhuhn (N. darwinii)
    - Chacosteißhuhn (N. chacoensis)
    - Fleckensteißhuhn oder Schwarzflecktinamu (N. maculosa)
    - Wachtelsteißhuhn (N. minor)
    - Weißbauchsteißhuhn (N. boraquira)

  - Taoniscus
    - Pfauensteißhuhn (T. nanus)

  - Schopfsteißhühner (Eudromia)
    - Perlsteißhuhn (E. elegans)
    - Schmucksteißhuhn (E. formosa)

  - Dreizehensteißhühner (Tinamotis)
    - Punasteißhuhn (T. pentlandii)
    - Patagoniensteißhuhn (T. ingoufi)

## Gefährdung
Nach der roten Liste der IUCN gilt der Magdalenatinamu als vom Aussterben bedroht (critically endangered), der Kolumbianische Tinamu als stark gefährdet (endangered). Kerrtinamu, Taczanowskisteißhuhn, Wachtelsteißhuhn und Pfauensteißhuhn werden als gefährdet (vulnerable) eingestuft, Brauentinamu und Gelbfußtinamu als gering gefährdet (near threatened).

## Haltung
Steißhühner gelten als leicht zu pflegende Vogelarten. Sie werden außerhalb ihrer Heimat jedoch trotzdem vergleichsweise selten in zoologischen Gärten gehalten. Es gab gegen Ende des 19. und zu Beginn des 20. Jahrhunderts Versuche, das nicht temperaturempfindliche Rotflügeltinamu, das in Mitteleuropa auch im Freien überwintern kann, als Jagdwild einzubürgern. Dazu wurde das Rotflügeltinamu in Fasanerien insbesondere in Frankreich in großer Zahl gezüchtet.
In der Zoohaltung hat ein Zimttinamu bereits ein Lebensalter von 15 Jahren erreicht.

## Belege